# CopyComic
CopyComic est une chaîne YouTube tenue par une personne anonyme qui, depuis octobre 2017, y publie des vidéos comparatives d'extraits de sketchs d'humoristes anglophones et francophones. Les vidéos mettent en exergue les troublantes similarités des sketchs des humoristes francophones par rapport aux originaux américains, ce qui fait fortement penser qu'il pourrait s'agir de plagiat.

## Liste des vidéos diffusées
| Titre                                                           | Date             | Humoriste accusé de plagiat                                                              | Artiste ou œuvre supposément plagié |
| --------------------------------------------------------------- | ---------------- | ---------------------------------------------------------------------------------------- | --- |
| #CopyComic - Tomer Sisley Part A                                | 18 octobre 2017  | Tomer Sisley                                                                             | Nick Swardson Todd Glass Ted Alexandro (en) Kevin Brennan (en) Gilbert Gottfried Patton Oswalt Jeff Dunham Judy Gold Jim Gaffigan                                         |
| #CopyComic - Tomer Sisley Part B                                | 18 octobre 2017  | Tomer Sisley                                                                             | Robin Williams Bill Hicks Jon Stewart Bil Dwyer (en) Ardal O'Hanlon Mike Birbiglia Mitch Hedberg Marc Maron David Cross Richard Jeni Robert Schimmel                      |
| #CopyComic - Paul Séré                                          | 24 octobre 2017  | Paul Séré                                                                                | Dane Cook Chris Rock Elvira Kurt (en) |
| #CopyComic - Mix                                                | 24 octobre 2017  | Gad Elmaleh Jamel Debbouze Malik Bentalha Mickael Quiroga Yacine Belhousse Arthur Walter | Jerry Seinfeld Dave Chappelle Kevin Hart David Brenner Robin Williams Bill Hicks                                                                                          |
| #CopyComic - Michel Leeb Part A                                 | 9 novembre 2017  | Michel Leeb                                                                              | Victor Borge Jerry Lewis Lee Evans |
| #CopyComic - Michel Leeb Part B                                 | 9 novembre 2017  | Michel Leeb                                                                              | Danny Kaye |
| #CopyComic - Zazon // Marie S'infiltre                          | 15 novembre 2017 | Marie s'infiltre                                                                         | Zazon |
| #CopyComic - Rémi Gaillard                                      | 4 décembre 2017  | Rémi Gaillard                                                                            | Trigger Happy TV (en) |
| #CopyComic - Roland Magdane                                     | 28 mars 2018     | Roland Magdane                                                                           | George Carlin Bill Cosby |
| #CopyComic - Michael Youn                                       | 2 mai 2018       | Michaël Youn Morning Live Fatal Vive la France                                           | Groland Coluche Rémi Gaillard Dane Cook Mes meilleures amies Présentateur vedette Hot Rod                                                                                 |
| #CopyComic - Malik Bentalha Encore                              | 4 juin 2018      | Malik Bentalha Pattaya                                                                   | Eddie Murphy Kheiron Mustapha El Atrassi Burt Lancaster Mathieu Madénian Scary Movie Scary Movie 2 Jean-Luc Lemoine                                                       |
| #CopyComic - Walter                                             | 13 juin 2018     | Walter                                                                                   | Mike Birbiglia Orny Adams Richard Jeni Johnny Carson Wanda Sykes Louis C.K. Bun Hay Mean Dylan Moran                                                                      |
| #CopyComic - Mathieu Madénian                                   | 11 décembre 2018 | Mathieu Madénian                                                                         | Sugar Sammy Thomas Ngijol Malik Bentalha Gad Elmaleh Dave Chappelle Tony Saint Laurent Mademoiselle Dalila Arthur Elvira Kurt                                             |
| #CopyComic - Auteur des Simpson                                 | 17 décembre 2018 | Olivier de Benoist                                                                       | Les Simpson |
| #CopyComic - La France A Un Incroyable Talent (Hits For Chicks) | 19 décembre 2018 | Hits for Chicks (candidats de l'émission La France a un incroyable talent)               | Jimmy Fallon |
| #CopyComic - Jour J (Scène Intro du Film)                       | 19 décembre 2018 | Jour J                                                                                   | How I Met Your Mother Dana C. McLendon III |
| #CopyComic - Gad Elmaleh Partie 1                               | 28 janvier 2019  | Gad Elmaleh                                                                              | George Carlin Martin Matte Dany Boon Dieudonné Richard Pryor Steven Wright Éric Fraticelli Fellag Donel Jack'sman Coluche Dana Carvey Patrick Huard Titoff Jerry Seinfeld |
| #CopyComic - Gad Elmaleh Partie 2 "Les Gaderies"                | 5 février 2019   | Gad Elmaleh                                                                              | Les Inconnus Titoff Louis-José Houde Dave Chappelle Louis C.K Martin Petit Elon Gold Mustapha El Atrassi                                                                  |
| #CopyComic - Thomas Ngijol                                      | 18 novembre 2019 | Thomas Ngijol                                                                            | Eddie Murphy Chris Rock Dave Chappelle Richard Pryor Ron G |

## Identité de CopyComic
L'identité de CopyComic reste anonyme ; il communique avec les médias en se faisant appeler « Ben »,,. Le vidéaste dit travailler dans le domaine de la culture et avoir créé sa chaîne après avoir appris à utiliser un logiciel de montage, alors qu'un ami le mettait au défi de prouver les différents plagiats dont il parlait souvent. Concernant sa volonté de rester anonyme, il indique : « Mon identité n’a aucune importance. C’est aussi le meilleur moyen de ne pas “personnaliser” le sujet et de rester sur le fond et non sur la forme, sur le message et non sur le messager ».
Au sujet de l’absence de comiques femmes dans son tableau de chasse de plagiats, CopyComic suppose que, étant donné qu'elles sont moins nombreuses sur scène, « elles savent qu’elles se doivent d’être irréprochables, car absolument rien ne leur sera pardonné ».
Dans une enquête sur les révélations de CopyComic, intitulée « Mauvaise blague chez les comiques » et diffusée en octobre 2017 dans l'émission Envoyé spécial sur France 2 (puis rediffusée le 22 mars 2018), le producteur français Kader Aoun (qui produit plusieurs des artistes accusés de plagiat) accuse l'humoriste Mo Maurane d'être CopyComic, mais celui-ci nie être l'auteur des vidéos.
CopyComic aurait obtenu des informations sur certains plagiats via des e-mails envoyés par plusieurs comiques francophones, notamment Alex Vizorek, Anne Roumanoff, Baptiste Lecaplain, Kheiron ou Sami Ameziane (le comte de Bouderbala).

## Réactions

### Au sujet des plagiats supposés
À la suite de la diffusion des vidéos de CopyComic, plusieurs humoristes plagiés ont été interrogés et dénoncent ce vol de blagues, notamment Sugar Sammy, Judy Gold, Todd Glass, Bil Dwyer (en) ou Jim Gaffigan. D'autres humoristes, comme les Français Muriel Robin ou Élie Semoun, condamnent également ces plagiats.
L'humoriste québécois Mike Ward fait régulièrement des blagues, lors de ses spectacles ou durant ses podcasts, à propos d'artistes français copiant des blagues,.
Aux États-Unis, Jamie Masada, le propriétaire des salles Laugh Factory à Los Angeles et qui a contribué au succès des artistes Dave Chappelle, Chris Rock ou Jim Carrey, parle de « ces Français tricheurs ». Il indique également : « J’ai montré à mon personnel la liste de vos humoristes voleurs. Ils ne mettront plus les pieds dans mes établissements […] Ils ne se contentent pas de voler. Ils copient les mimiques, la voix, les textes d’artistes qui ont mis des années à percer en travaillant sans relâche. Ces types sont de super acteurs et devraient plutôt faire du cinéma ».

### Par les humoristes accusés dans les vidéos de CopyComic

#### Tomer Sisley
À la suite de la diffusion de l'émission Envoyé spécial en octobre 2017, l'émission de France 2 revient le 22 mars 2018 sur le scandale provoqué par la chaîne CopyComic ; l'un des journalistes de l’émission, Yvan Martinet, réussit à joindre l'humoriste Tomer Sisley par téléphone. Au cours de l’entretien, l'artiste assume complètement avoir copié une vingtaine de sketchs et affirme même être « sûr qu’il y en a plus que ça ». En revanche, il affirme sa déception que l’on mette les co-auteurs de son spectacle de l’époque (Stand-up) dans le même panier que lui, c'est-à-dire le producteur français Kader Aoun (notamment producteur de Tomer Sisley ou de Jamel Debbouze), Kader Aoun parlant de « la volonté malveillante d'un personnage anonyme » au sujet de CopyComic.
L'humoriste accuse ensuite Yvan Martinet « d’inventer de fausses anecdotes » et d’avoir menti lors de son passage sur la radio Europe 1 avant la diffusion d’Envoyé Spécial, Sisley affirmant : « Ce qu’on me reproche d’avoir fait il y a 12 ans dans un spectacle de stand-up, à une époque où Facebook n’existait pas et le stand-up n’existait pas en France, je l’ai fait tout seul ».
Par la suite, Tomer Sisley répond avec dérision à la polémique en publiant sur son compte Instagram une carte de visite où il se présente comme « traducteur ».

#### Gad Elmaleh
Le 14 février 2019, l'humoriste Gad Elmaleh poste une vidéo sur ses comptes Twitter et Facebook où, reprenant son personnage de Chouchou, il répond avec dérision aux accusations de plagiat que CopyComic porte à son encontre.
Le 20 février 2019, les avocats de Gad Elmaleh demandent la suppression des tweets concernés du vidéaste anonyme, des vidéos YouTube concomitantes et l'identité du compte Twitter de CopyComic, accusant le vidéaste de contrefaçon. L'humoriste français soutient que les contenus diffusés par CopyComic portent « atteinte à ses droits voisins sur les vidéogrammes reproduits sans autorisation [et seraient] constitutif[s] de contrefaçon en application du code de la propriété intellectuelle française »,,. Mais, le 23 février 2019, les deux tweets retirés par demande des avocats de Gad Elmaleh sont finalement rétablis par les responsables du réseau social américain, ces derniers jugeant que les tweets incriminés ne sont pas illicites.
Le 9 avril 2019, l'humoriste estime dans une interview donnée à Europe 1 qu’« on mélange tout » entre inspiration et plagiat, et rappelle son premier sketch, « La Chèvre de monsieur Seguin, je ne sais plus qui l’a écrit [le texte original, ndlr], mais c’était mon regard », invoquant la « parodie ».
Dans la même interview, il affirme également : « Mon métier d’humoriste ne se limite pas à une liste de blagues. Ce que je propose, c’est un regard, un univers ». Il défend également sa vision du métier d'humoriste : « est-ce que vous avez déjà mis un truc dans le micro-ondes, vous l’avez fait chauffer, au bout de quatre minutes vous le ressortez, le plat est brûlant et l’intérieur est froid. Ce n’est pas une invention, c’est un point de départ pour écrire un petit sketch […] C’est une observation qui n’appartient à personne ».
Le 10 avril 2019, les avocats de Gad Elmaleh réitèrent leur plainte à l'égard du youtubeur devant le tribunal de grande instance de Paris, et exigent du réseau social Facebook qu'il leur fournisse l'ensemble des informations concernant le vidéaste anonyme. Par ailleurs, les représentants juridiques de l'humoriste envoient un courriel au vidéaste par l'intermédiaire du réseau social américain. L'identité est obtenue par les avocats d'Elmaleh.
Le 24 septembre 2019, Gad Elmaleh reconnaît une « partie de vrai » au sujet d'emprunts à d’autres artistes, tout en jugeant ces accusations comme « démesurées » par rapport à ce qu'elles représentent dans son travail,.

#### Thomas Ngijol
En novembre 2019, le youtuber CopyComic publie une vidéo où il révèle des similitudes des sketchs de Thomas Ngijol et ceux de divers humoristes américains dont Eddie Murphy et Chris Rock. L'humoriste répond dans la foulée au youtubeur anonyme sur son compte Instagram où il compare notamment le comportement de CopyComic à celui des collaborateurs antisémites lors de la Seconde Guerre mondiale,, ce qui est comparé à un point Godwin. La réponse de Thomas Ngijol est qualifiée par la presse de « vulgaire et agressive ».